# Piloto (How I Met Your Mother)
«Pilot» (o traducido como «Piloto») es el primer episodio de la serie de televisión How I Met Your Mother. Se emitió por primera vez en CBS el 19 de septiembre de 2005. El episodio fue escrito por los creadores de la serie Carter Bays y Craig Thomas y fue dirigido por Pamela Fryman. El piloto tiene lugar en 2030, cuando un futuro Ted Mosby (con la voz de Bob Saget) les cuenta a sus hijos la historia de cómo conoció a su madre. Se remonta a 2005, cuando un Ted más joven (Josh Radnor) conoce a Robin Scherbatsky (Cobie Smulders), una reportera de la que se enamora. Mientras tanto, el amigo abogado de Ted, Marshall Eriksen (Jason Segel), planea proponerle matrimonio a su novia Lily Aldrin (Alyson Hannigan), una maestra de jardín de infantes.
El episodio presenta varias de las herramientas narrativas del programa, incluido el dispositivo de encuadre del futuro Ted como narrador, sus hijos y muchos flashbacks del pasado, presente y futuro. El Ted del futuro revela temprano el final de una posible historia de relación cuando les dice a sus hijos que Robin no es la madre, sino "tía Robin". Cuando se le preguntó si se arrepentía de haber revelado que Robin finalmente se convierte en el amigo platónico de Ted en el episodio piloto, Thomas explicó que mantuvieron la decisión porque no querían que el programa tratara sobre "les gustará o no les gustará Friends" y que, a pesar de debido a su química, habría sido criminal que Ted decidiera que estaba listo para encontrar a alguien y que todo sucediera tan rápido.Él y Bays dijeron que el programa trata sobre cómo "Ted conoce a la mujer perfecta, y [todavía] no es su última historia de amor".
Bays y Thomas, que anteriormente se habían convertido en escritores del Late Show with David Letterman,  basaron el programa en su tiempo en la ciudad de Nueva York con sus amigos, con Ted basado en Bays y Marshall y Lily basados en Thomas y su esposa.  Las tomas interiores del episodio se filmaron en CBS Radford en Los Ángeles, lo que lo convierte en el único episodio del programa filmado en el estudio.
El piloto recibió críticas generalmente positivas de los críticos de televisión. Fue visto por 10,94 millones de espectadores.

## Reparto
| - Josh Radnor como Ted Mosby. - Jason Segel como Marshall Eriksen. - Cobie Smulders como Robin Scherbatsky. - Neil Patrick Harris como Barney Stinson. - Alyson Hannigan como Lily Aldrin. - Bob Saget como Futuro Ted Mosby. (Voz, No acreditado) - Lyndsy Fonseca como Penny Mosby. (la futura hija de Ted) - David Henrie como Luke Mosby. (el futuro hijo de Ted) - Marshall Manesh como Ranjit. - Joe Nieves como Carl. | - Saba Homayoon como Yasmin. - Jack Shearer como Conductor de Taxi. - Monique Edwards como Productor. - Sarah Loew como amiga botada. - Gary Riotto como Mesero #1. - Tony Rossi como Mesero #2. - Randy Spire como Novio. (No acreditado) |

## Trama
El episodio (y la serie) comienza en el año 2030 con Ted Mosby como un padre contando a sus hijos la historia de cómo conoció a su madre. La historia comienza en 2005, con el mejor amigo de Ted y su compañero de piso, Marshal Eriksen, proponiéndole matrimonio a Lily Aldrin, lo que hace que Ted se plantee la necesidad de comenzar a buscar a su alma gemela. En un pub llamado MacLarens, junto a su amigo Barney Stinson, Ted conoce a Robin Scherbatsky, de quien se enamora al instante. Ted le pide una cita, y ella accede. La cita concluye cuando llaman a Robin para trabajar en un informativo.
Los amigos de Ted le dicen que tendría que haber besado a Robin antes de irse. Ted se dirige a la casa de Robin ("Con traje", para deleite de Barney), con la compañía de Marshall, Lily y Barney. Se detiene en el restaurante en el que tuvieron su primera cita y, simbólicamente, roba la corneta azul de la pared. Continúa de camino hacia el apartamento de Robin con sus amigos. Las cosas van bien y están a punto de besarse cuando Ted inexplicablemente le dice a Robin que la ama, destruyendo sus opciones con ella. Después de un adiós prolongado, y con la idea de que quizás o no se haya perdido "la señal" (al perder la segunda vez su oportunidad de besarla), el Ted del futuro le cuenta a sus hijos que esa es la historia de cómo conoció a su tía Robin.

## Producción

### Casting
Thomas y Bays basaron los personajes en sus amigos, Ted se basó en Bays y Marshall y Lily se basaron en Thomas y su esposa.  Rebecca, la esposa de Thomas, inicialmente se mostró reacia a tener un personaje basado en ella, pero estuvo de acuerdo si podían conseguir que Alyson Hannigan la interpretara. Hannigan buscaba hacer más trabajos de comedia y estaba disponible.  Josh Radnor y Jason Segel, quienes fueron elegidos como Ted y Marshall, respectivamente, no eran muy conocidos, aunque Segel había sido miembro del elenco de la efímera Freaks and Geeks y una estrella invitada recurrente en la serie de Judd Apatow Undeclared. El papel de Barney se concibió inicialmente como un "personaje tipo John Belushi"  antes de que Neil Patrick Harris ganara el papel después de ser invitado a una audición por la directora de casting del programa, Megan Branman.  Pamela Fryman invitó a Bob Saget a ser el narrador de voz en off, Future Ted, y le explicó que el programa sería como The Wonder Years pero "más o menos hacia el futuro". Saget fue al estudio de televisión y grabó la narración mientras miraba el episodio, o lo hizo por separado y volvió a grabar con el episodio si era necesario.  Normalmente no asistía a las lecturas de mesa, pero sí lo hizo durante el último episodio.  En varias entrevistas, Bays y Thomas han declarado que "una actriz bastante famosa"  rechazó el papel de Robin, de quien revelaron en febrero de 2014 que era Jennifer Love Hewitt.  Luego eligieron a Cobie Smulders, también desconocida, para el papel. Bays y Thomas dijeron más tarde: "Gracias a Dios lo hicimos por un millón de razones... cuando Ted la ve por primera vez, Estados Unidos la ve por primera vez; lo intrigante de eso impulsó el programa hacia adelante y lo mantuvo vivo".

### Rodaje
Las tomas interiores del episodio se filmaron en CBS Radford en Los Ángeles, lo que lo convierte en el único episodio del programa filmado en el estudio. MacLaren's, un bar irlandés en el centro de Nueva York, en el que se desarrolla parte del espectáculo, se basa libremente en cuatro bares favoritos de Bays, Thomas y otros del personal del Late Show. Incluyen: McGee's, una taberna del Midtown cerca del Teatro Ed Sullivan donde se graba el Late Show; McHale's, un legendario bar de Hell's Kitchen que cerró en 2006; Chumley's, un pub histórico de Greenwich Village cerrado desde entonces; y Fez, otro bar cerrado en el Upper West Side.  McGee's tenía un mural que a Bays y Thomas les gustó y querían incorporar al espectáculo.  El nombre del bar proviene del asistente de Carter Bays, Carl MacLaren.

## Música
- The Solids - "Hey Beautiful" (Cabecera)
- Otis Redding - "Cigarettes and Coffee"
- Kool Blues - "I Want to Be Ready" (DVD)
- The Pretenders - "Back on the Chain Gang"

## Audiencia y Críticas
- En su estreno original estadounidense, el piloto de Cómo conocí a vuestra madre fue visto por 10.940.000 espectadores y un promedio de una calificación entre 3.9 A18-49.[10]
- El episodio recibió críticas generalmente favorables, obteniendo una puntuación de 69 de Metacritic.[11]
- Seth Thrasher dio al episodio un 5.5 dice:

"... esta es una de las comedias más divertidas que he visto en mucho, MUCHO tiempo" También dijo que el personaje de Harris le dejó sin aliento "Nunca me di cuenta de Neil Patrick Harris era tan condenadamente divertido. Su personaje, Barney, es, posiblemente, el nuevo personaje más divertido sitcom para debutar en la televisión en todas las edades" y que el resto del elenco era grande también.
- Brian Lowry de Variety dijo que era una "brillante" e "inteligentemente construida" comedia de media hora. "No es frecuente que un piloto tiene la sensación pulida de un espectáculo que ha estado alrededor por un tiempo, pero ¿Cómo conocí a vuestra madre debería ser un puente sólido entre el King of Queens y el ya mencionado Two and a Half Men".[13]
- IMDb le dio una calificación de 8.1/10 con retroalimentación positiva en general.[14]